# Col de Crayssac
Le col de Crayssac est un col routier situé dans la Bouriane, en bordure du Massif central, en France. À une altitude de 219 mètres, il se trouve dans le département du Lot, en région Occitanie.

## Géographie
Le col se situe au nord-est de Luzech, sur la commune de Crayssac, surplombant un méandre du Lot en rive droite.

## Histoire
La route du col a été inaugurée le 23 avril 2000.

## Activités

### Cyclisme
Le col figure au km 16,5 de la 4e étape du Tour de France Femmes 2023 en 4e catégorie entre Cahors et Rodez, présentant une côte de 2,3 km à 4,8 %. La Néerlandaise Anouska Koster le passe en premier.

### Parapente
À quelques encablures à l'ouest du col se trouve un terrain de pratique référencé par la Fédération française de vol libre.